# Deal or No Deal (Nederland)
Deal or No Deal is een spelprogramma van RTL 5 gesponsord door de Nationale Postcode Loterij. Het programma werd tussen 2006 en 2009 gepresenteerd door Beau van Erven Dorens. In 2006 en 2007 werd het uitgezonden op de voormalige zender Tien en van 2007 t/m 2009 op RTL 5 Op 15 mei 2009 werd de voorlopig laatste aflevering uitgezonden. Eind 2021 keerde het programma terug bij RTL 5 met Buddy Vedder als presentator. Deze terugkeer werd geen succes. Het programma werd na 100 afleveringen weer van de buis gehaald vanwege de lage kijkcijfers.
Erven Dorens zei aan het begin van de eerste aflevering: "Deal or No Deal is het kleinere broertje van Linda de Mols Miljoenenjacht", refererend aan de Postcodeloterij Miljoenenjacht. Ook bij Deal or No Deal moet een kandidaat koffers wegspelen, is er een bank die een bod uitbrengt en moeten er keuzes gemaakt worden: het bod aannemen (Deal) of verder spelen (No Deal).
De bedragen bij Deal or No Deal liggen tussen de € 1 en € 200.000,- (van 2006 tot 2009 tussen €1 en €250.000,-). Ter vergelijking: bij Miljoenenjacht is het maximum te winnen bedrag € 5.000.000,-. 
Het programma heeft versies in diverse landen, waaronder in de Verenigde Staten. Daar zijn hogere bedragen te winnen.

## Het spel
De twintig kandidaten krijgen ieder één doosje met een ander geldbedrag. Degene die het spel gaat spelen, speelt met zijn doos. In Miljoenenjacht kiest de finalist de koffer waarmee hij gaat spelen. In verschillende rondes worden er in aflopende volgorde dozen geopend. Hoe lager de bedragen in de gekozen dozen, des te hoger is het bedrag dat de bank biedt.
De speler mag net zoveel dozen wegspelen als hij wil, maar het ligt aan de bedragen in de gespeelde dozen hoeveel de bank biedt. Het kan dus zo zijn dat de kandidaat € 100 in zijn doos heeft en de bank meer dan € 20.000 biedt. Het is de bedoeling op een gunstig moment te stoppen, dus als men zeker weet dat er een groot bedrag in de doos zit of als de bank veel biedt en het bijna zeker is dat dit bedrag niet zal stijgen.
Nadat de kandidaat heeft aangegeven te gaan stoppen, krijgt hij/zij het gewonnen bedrag. Vervolgens wordt het spel ‘uitgespeeld’. Uiteindelijk wordt ook onthuld hoeveel er in de doos van de speler zat. Dit bedrag kan dus hoger dan het bod van de bank zijn, of lager. Indien het laatste het geval is, is de speler op een gunstig moment gestopt. Indien een kandidaat doorspeelt tot het einde, krijgt deze de inhoud van zijn/haar doos. Dit kan dan een hoog bedrag zijn, maar als hij/zij pech heeft, is het een heel laag bedrag. Het hoogste bedrag dat ooit werd gewonnen was het hoogst haalbare bedrag van €250.000 door Eelco Schumacher in de uitzending van 2 april 2009.
In seizoen 1 werd er aan het begin van elke aflevering een vraag gesteld om de speler te selecteren die het spel mag gaan spelen, deze speler werd gekozen uit de spelers die het goede antwoord hadden gegeven op die vraag. Deze vraag werd er vanaf seizoen 2 uitgelaten in de uitzending. Er werd vanaf dan willekeurig iemand gekozen die het spel ging spelen. In het programma is veel muziek te horen, en daarvoor was een DJ aanwezig. De vaste DJ was Antoine van Schie. Op 15 mei 2009 werd de voorlopig laatste nieuwe aflevering van het programma uitgezonden. 
Vanaf 4 oktober 2021 werden er weer nieuwe afleveringen van Deal or no Deal uitgezonden. Er zijn vanaf die datum vierentwintig kandidaten in de studio. Voor het selecteren van de speler werden aanvankelijk drie vragen gesteld, waarbij steeds een aantal kandidaten afvielen. Uit de overige kandidaten werd dan de kandidaat gekozen die het spel mocht spelen. Vanaf begin 2022 wordt net als in seizoen 2 gebruik gemaakt van een lamp die langs alle deelnemers gaat en de kandidaat bij wie deze lamp stopt, mag het spel spelen. Dit wordt bepaald door de notaris. Er is geen DJ meer in de studio, maar alle muziek die in het programma is te horen, wordt vanaf een geluidsband gespeeld. De laatste aflevering werd uitgezonden op 18 februari 2022. 
Mensen kunnen het spel ook online spelen via de site van het programma. Wie het spel online speelde, speelde in eerste instantie voor fictieve bedragen en maakt kans om uitgenodigd te worden in de studio om mee te spelen. Wie in het online-spel hoger dealde dan de laatste studiokandidaat (voor de eerste aflevering hoger dan €10.000,-), maakte kans om thuis het spel te mogen spelen voor echte bedragen. Het online-spel werkt op dezelfde manier als het spel in de studio. Het verschil is wel dat men net als bij Miljoenenjacht zelf de doos mag kiezen, waarmee men gaat spelen. Sinds 18 februari maken de mensen die het spel online spelen alleen nog maar kans op geldprijzen in de wekelijkse trekking

## Voice-over
Vanaf aflevering 87, die op 1 januari 2007 werd uitgezonden had het programma ook een voice-over; de stem van deze voice-over was van Ellemijn Veldhuijzen van Zanten. Vanaf seizoen 2 werd deze voice-over er weer uitgehaald.